# قطعنامه ۱۲۹۱ شورای امنیت
قطعنامه ۱۲۹۱ شورای امنیت سازمان ملل متحد که در تاریخ ۲۴ فوریه ۲۰۰۰ تصویب شد، سندی بین‌المللی دربارهٔ اوضاع در مورد جمهوری دموکراتیک کنگو است. این قطعنامه طی نشست ۴۱۰۴ام با ۱۵ رای موافق، ۰ مخالف و ۰ ممتنع تصویب شد.